# TGV POS
De TGV POS is een type hogesnelheidstrein uit de TGV-familie, dat ingezet wordt tussen Frankrijk en Zwitserland, en eerder ook tot Duitsland.

## Beschrijving
De treinen zijn gebouwd tussen 2006 en 2007 vanwege de opening van de LGV Est. De treinen bestaan uit twee motorwagens en 8 rijtuigen. De treinen zijn 200,19 meter lang en 2904 millimeter breed, hebben een gewicht van 383 ton en kunnen op 1500 volt gelijkspanning, 25 kV wisselspanning en 15 kV wisselspanning rijden. Ze worden door Lyria, een samenwerking van de SNCF en de SBB ingezet tussen Frankrijk en Zwitserland. Tot 2013 werd de trein door Alleo, een samenwerking van de SNCF en de Deutsche Bahn, ingezet tussen Parijs en München.
De treinen zijn niet nieuw gebouwd: de rijtuigen zijn overgenomen uit 19 TGV Reseau-treinstellen. De motorwagens van deze 19 treinstellen zijn gebruikt voor de bouw van 19 TGV Reseau-Duplex-treinstellen.
De motorwagens zijn uitgerust met de KVB en TVM beveiliging voor in Frankrijk, de PZB en tot 2013 LZB beveiliging voor in Duitsland, ZUB 121 beveiliging voor in Zwitserland en ERTMS niveau 2.
In 2013 werden de treinstellen opgekocht door Lyria en zijn de stellen van een nieuw uiterlijk voorzien. De treinstellen van Alleo zijn vervangen door de TGV Euroduplex.

## Opvallende treinstellen
- Treinstel 4401: Dit treinstel werd oorspronkelijk afgeleverd in de Atlantique kleuren, maar is later overgespoten naar de nieuwere Lacroix kleuren.
- Treinstel 4402: De motorwagens van dit treinstel werden gebruikt bij een recordpoging op 3 april 2007. De trein, welke bestond uit de twee motorwagens en drie Duplex-rijtuigen haalde 574,8 kilometer per uur. Speciaal voor de recordpoging werden er grotere wielen onder de trein gemonteerd.
- Treinstel 4403: Dit treinstel werd veelvuldig gebruikt bij tests op de LGV Est.
- Treinstel 4404: Dit treinstel heeft grotere wielen aangemeten gekregen om gekoppeld te kunnen rijden met treinstel 4402.
- Treinstel 4405: Dit treinstel heeft op de kopbakken reclame voor Disney met de teksten Emotionen, die für immer bleiben / Des émotions qui restent pour toujours
- Treinstel 4406: Dit treinstel is eigendom van de Zwitserse federale spoorwegen.

## Galerij

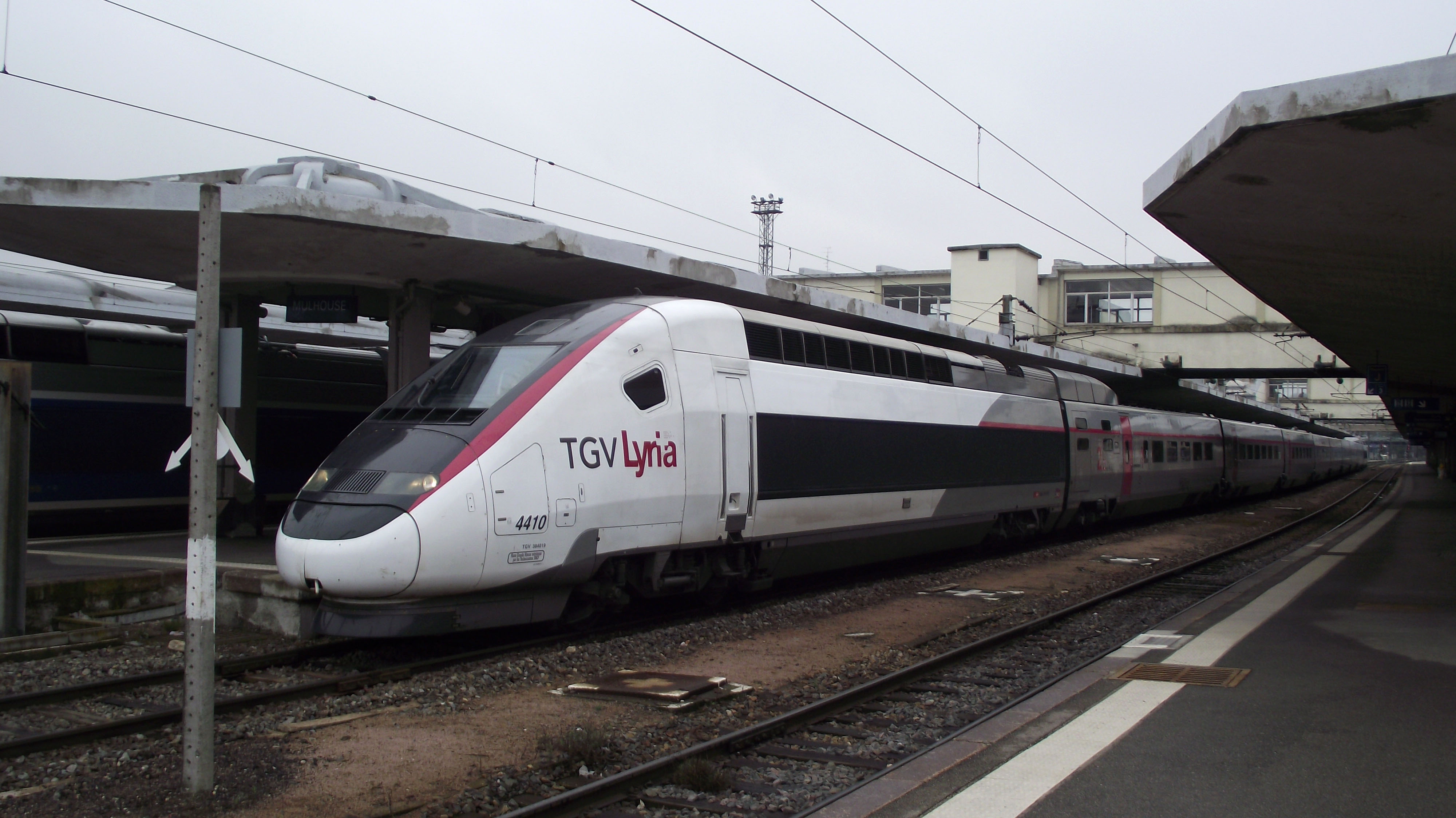
TGV POS in de Lyria-kleurstelling.
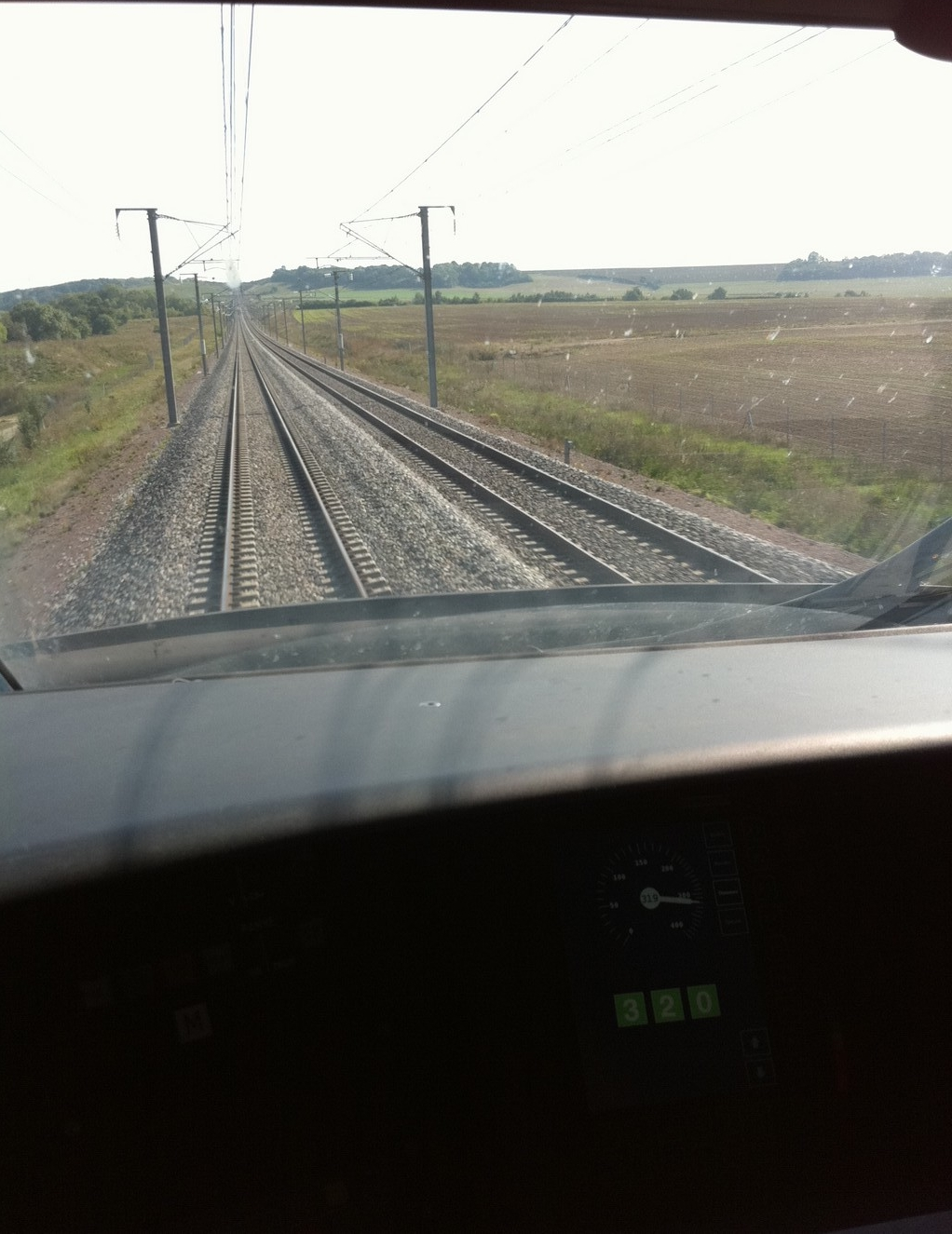
Zicht vanuit de cabine bij 320 km/h.
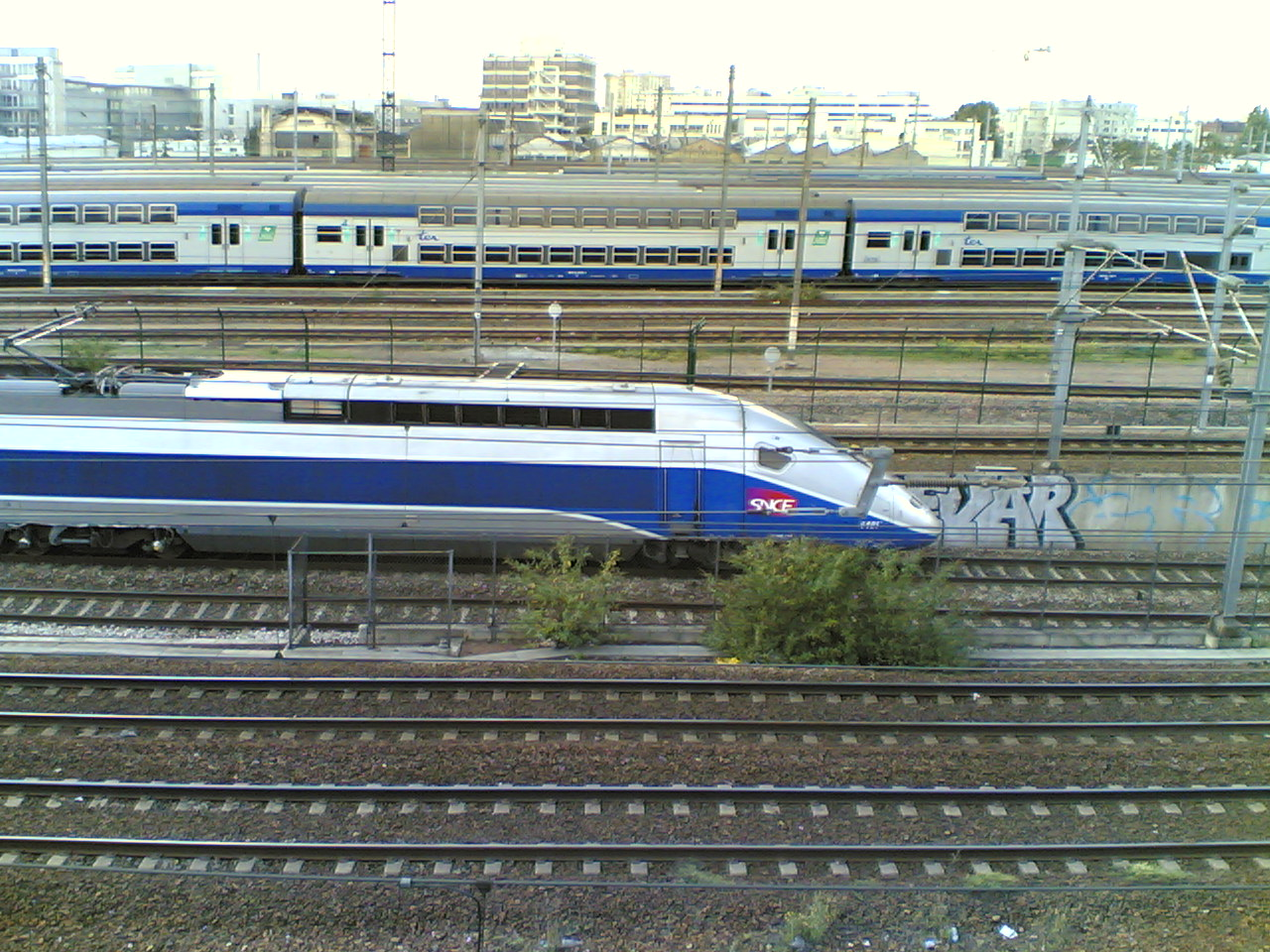
De motorwagen van een TGV POS rijdt ten noorden van Parijs.
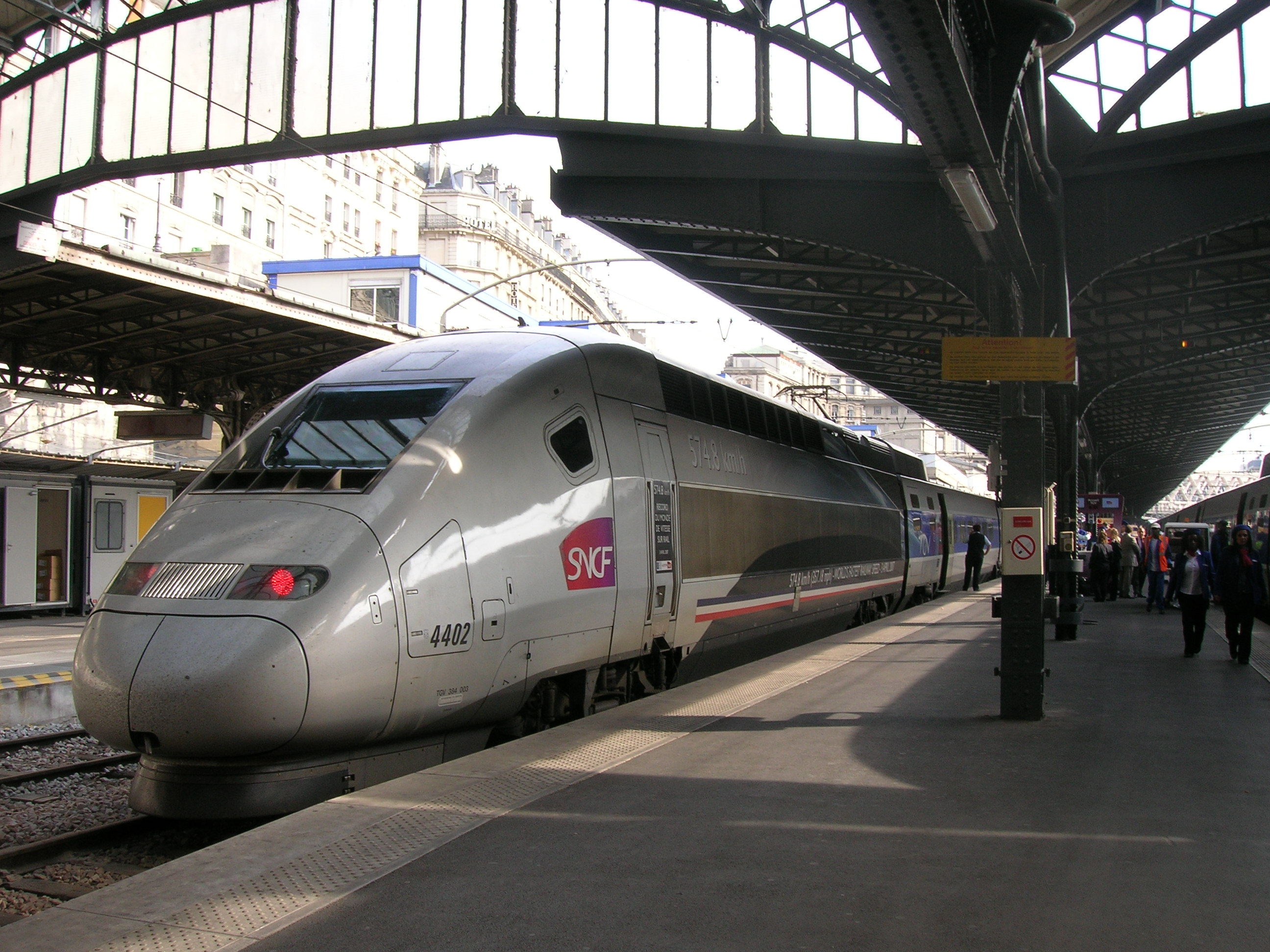
Recordtreinstel 4402 in commerciële dienst op station Paris-Est.
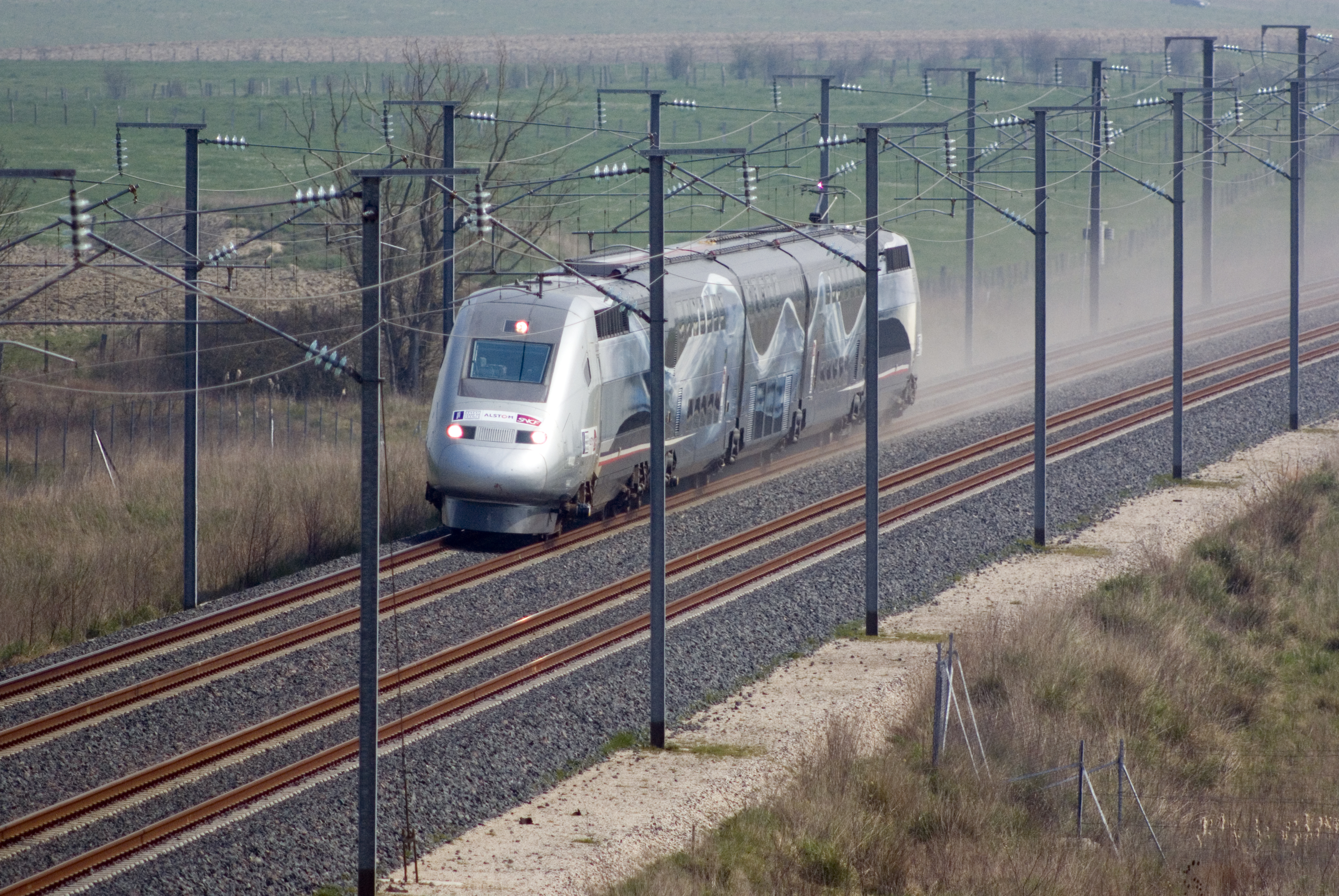
Treinstel 4402 tijdens de recordpoging.
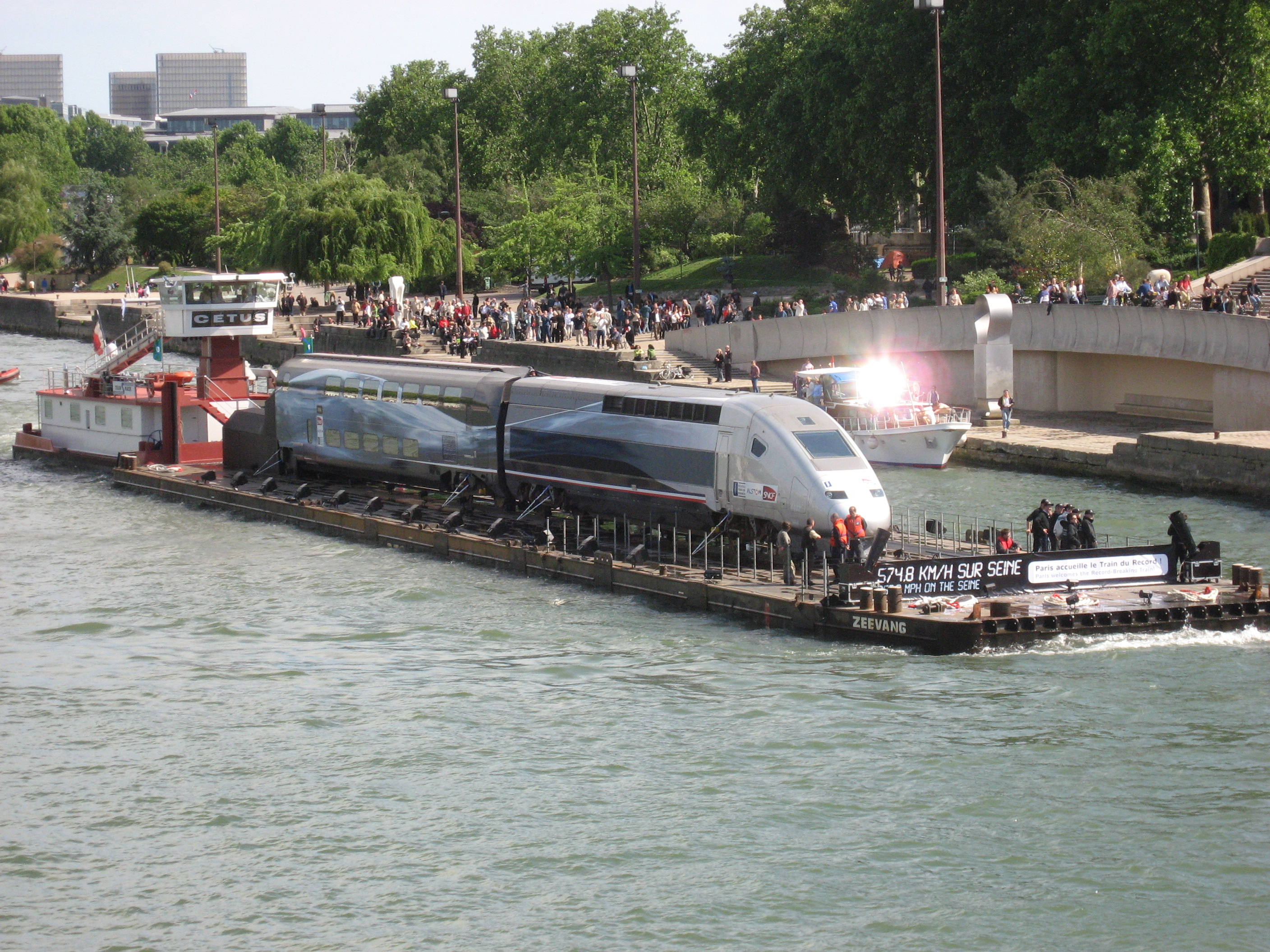
Een motorwagen en een rijtuig van de recordtrein 4402 op de Seine.